# Cephalocoema
Cephalocoema is een geslacht van rechtvleugeligen uit de familie Proscopiidae. De wetenschappelijke naam van dit geslacht is voor het eerst geldig gepubliceerd in 1838 door Serville.

## Soorten
Het geslacht Cephalocoema omvat de volgende soorten:
- Cephalocoema acus Piza, 1946
- Cephalocoema alejandroi Bentos-Pereira, 2007
- Cephalocoema apucaranensis Liana, 1972
- Cephalocoema bicentenarii Piza & Wiendl, 1967
- Cephalocoema bonariensis Piza, 1981
- Cephalocoema borellii Giglio-Tos, 1894
- Cephalocoema caaguazu Piza, 1977
- Cephalocoema canaliculata Guérin-Méneville, 1844
- Cephalocoema carinata Wiendl, 1971
- Cephalocoema centurioni Piza, 1976
- Cephalocoema chapadensis Rehn, 1904
- Cephalocoema chapmani Mello-Leitão, 1939
- Cephalocoema civis Piza, 1946
- Cephalocoema curtirostris Mello-Leitão, 1939
- Cephalocoema daguerrei Mello-Leitão, 1939
- Cephalocoema dimidiata Piza, 1979
- Cephalocoema dubia Mello-Leitão, 1939
- Cephalocoema falax Piza, 1976
- Cephalocoema flavirostris Blanchard, 1851
- Cephalocoema furva Wiendl, 1971
- Cephalocoema fusca Kuthy, 1911
- Cephalocoema gaucha Piza, 1977
- Cephalocoema glabra Liana, 1972
- Cephalocoema hastata Scudder, 1875
- Cephalocoema ignorata Piza, 1984
- Cephalocoema insolita Piza, 1979
- Cephalocoema insulae Piza, 1946
- Cephalocoema ituana Piza, 1984
- Cephalocoema lutescens Piza, 1984
- Cephalocoema malkini Piza, 1981
- Cephalocoema melloleitaoi Bentos-Pereira, 2007
- Cephalocoema meridionalis Piza, 1977
- Cephalocoema mineira Bentos-Pereira, 2007
- Cephalocoema moogeni Mello-Leitão, 1941
- Cephalocoema nigrotaeniata Mello-Leitão, 1939
- Cephalocoema pacata Wiendl, 1971
- Cephalocoema pararostrata Piza, 1981
- Cephalocoema paulistana Bentos-Pereira, 2007
- Cephalocoema pustulosa Mello-Leitão, 1939
- Cephalocoema rostrata Piza, 1981
- Cephalocoema sica Serville, 1838
- Cephalocoema simillima Piza, 1943
- Cephalocoema sublaevis Brunner von Wattenwyl, 1890
- Cephalocoema teretiuscula Brunner von Wattenwyl, 1890
- Cephalocoema tucumana Mello-Leitão, 1939
- Cephalocoema zilkari Piza, 1943